# Lander (Wyoming)
Lander – miasto w Stanach Zjednoczonych, w stanie Wyoming, siedziba administracyjna hrabstwa Fremont.